# 발레의 기법
발레의 기법은 발레에서 쓰이는 신체 운동이나 형태의 근본적인 원리이다. 기초가 되는 것은 다리나 그 밖의 인체의 포지션(位置)이며, 운동으로서는 파(움직임)와 포즈(靜止의 狀態)로 분류할 수 있다.
발레에서의 기법은 모든 표현의 기준이 된다. 정해진 기법에 따라 그것을 어떻게 올바르고 또한 교묘하게 표현하느냐가 기교(技巧)이다. 그 복잡한 발레의 기법에도 일정한 법칙이 있어서 그 기법의 원칙을 메서드라고 부른다. 

## 다리의 다섯 포지션
포지션의 가장 기본적인 것은 다리의 위치이다. 이것은 무용의 정지(靜止) 또는 정지(停止)의 상태이며, 다섯으로 한정되어, 모든 운동은 그 어느 하나의 포지션에서 시작되고 또한 끝난다. 그 다리의 다섯 가지 포지션을 보면 다음과 같다.
- 제1포지션은 두 발의 뒤꿈치가 벌어지지 않은 채로 발을 180도(180도가 전공자들에게 기본이다)로 벌려서 일직선이 되게 한다.
- 제2포지션은 180도로 벌린 두 발을 발의 길이 정도의 간격을 두고 일직선으로 벌린다.
- 제3포지션은 한쪽 발의 발바닥 중간 부분에 한쪽 발의 뒤꿈치를 전후로 평행시켜 밀착한다.
- 제4포지션은 제3포지션의 앞쪽 발을 그대로 1보의 간격을 두고 다시 앞으로 내민다.
- 제5포지션은 양쪽 발끝만을 남겨놓고 두 발을 앞뒤로 평행하게 밀착시킨다.

또한 발 부분만의 포지션도 다섯이 있다.
- 피에타 테르는 발바닥이 완전히 바닥에 닿은 것
- 피에타 데미는 뒤꿈치가 반쯤의 높이로 올라간 것
- 피에타 트르와 카르는 뒤꿈치가 4분의 3 높이로 올라간 것
- 피에타 포앙트는 발가락 끝 부분으로 수직으로 서는 것을 말한다. 즉 여성무용수가 토우 슈즈의 끝으로 선 형태이며 피에 쉬르라 포앙트라고도 하고 줄여서 포앙트라고만 부르기도 한다.

포지션은 인체의 각부에도 규정되어 있어 팔의 움직임을 포르 드 브라(폴드브라) 라고 한다.

## 포즈
포즈(pose)는 정해진 형태로 정지(靜止)한 자세를 말한다. 그 대표적인 것은 애티튜드와 아라베스크이다. 
- 애티튜드는 신체가 한쪽 다리로 지탱되고 다른 한쪽 다리는 무릎을 구부려 90도의 각도로 뒤쪽에 올린 모양이다.
- 아라베스크는 그 애티튜드를 더욱 발전시킨 것으로, 한쪽 다리로 서고 그 다리에 다른 한쪽 다리를 뒤쪽으로 90도 정도 드는 포즈이다. 애티튜드에서 무릎을 핀 포지션이라 생각하면 편하다

## 탕
탕(temps)은 단일의 움직임을 말하며, 그 탕이 몇 개가 연결된 운동을 파(pas)라고 한다. 파와 파, 혹은 파와 포즈 등을 다시 연속시켜 흔드는 것을 아시에느망이라고 한다.

## 파
인체가 무용의 운동을 할 경우, 걷다(달리다), 뛰다, 돌다, 미끄러지다, 부딪치다, 기다, 뒹굴다 등의 동작은 기본적인 원칙이지만 발레에서는 긴다든가 뒹구는 등의 동작은 원칙적으로 하지 않는다. 또한 걷는다든가 달리는 것은 자연스런 위치의 이동을 말하며 특히 기법(技法)으로 꼽지는 않는다. 따라서 매우 복잡한 파의 종류를 요약하면 결국은 파 글리세(미끄러지는 파), 파 소테(뛰는 파), 파 바튜(부딪치는 파), 파 투르낭(회전하는 파)의 4종류로 나눌 수 있다.

### 파 글리세
파 글리세(pas glisse)는 반드시 플로어 위를 미끄러지는 것을 뜻하지는 않으며, 보행과 흡사한 위치를 변전(變轉)하는 파를 말한다. 글리사드라든가 샤세, 쿠페, 파 드 브레 등이 이러한 종류의 파이다. 
- 글리사드는 파와 파의 연결에 사용되거나 위치의 변동에도 많이 쓰인다. 왼발을 무릎에서 뻗쳐 벌리고 발끝을 약간 위로 올려 오른발 쪽으로 뛰면서 왼발을 플로어에 댄다. 동시에 오른발도 똑같이 해서 좌우의 발을 제2포지션의 위치에 플리에(무릎을 구부린다)한다.
- 샤세는 뒤따르는 파라는 뜻. 양발이 동시에 바닥에서 떨어지는 일이 없이 한쪽 발을 다른 발이 뒤따르도록 한다.
- 쿠페는 자르는 듯한 느낌이 들기 때문에 이러한 이름이 붙은 것이다. 이것도 양발이 동시에 바닥에서 떨어지는 일이 없이 샤세와 흡사하게 한쪽 발로 다른쪽 발을 자르는 듯이 하는 파를 말한다.
- 파 드 부레는 발끝으로 서서 조금씩 이동하는 파를 말한다. 유명한 <빈사(瀕死)의 백조(白鳥)>에서는 거의 이 파 드 부레로 시종(始終)된다.

### 파 소테
파 소테(pas saute)는 뛰는 파, 즉 도약(跳躍)의 기법이다. 다만 두 발이 바닥에서 떨어져 공중으로 뛰어 오른다 해도 공중에서 두 발을 부딪치거나 교차시킬 때는 파 바튜라고 한다. 또한 공중으로는 뛰어오르지 않아도 포앙트로써 탄력을 주며 마치 도약할 듯이 보이는 파가 파 소테이다. 이 탄력적인 파를 포함하여 공중적인 파를 총칭해서 엘레바시온이라고도 한다. 파 소테의 주요한 것으로는 아쌈블레, 줴떼, 탕 루비에, 샹즈망 드 피에, 에이샤페, 수브르소, 시손, 발로네, 파 드 샤 등이 있다. 
- 아쌈블레는 파 소테의 기본으로, 서로 합친 두 다리의 앞다리와 뒷다리를 다시 엇바꿔 구성시킨다. 줴떼는 한쪽 다리를 먼저 던지고 그 방향으로 도약하면서 그 다리 쪽으로 내려선다.
- 탕 루비에는 초보적이며 기본적인 것이다. 한쪽 다리나 또는 두 다리로 도약하는 파이다.
- 샹즈망 드 피에는 도약하면서 두 발을 교차시키는 파이다. 피에란 발을 말하는 것이다. 에이샤페는 도약하면서 공중에서 플리에하는 것이다. 공중에서 두 발을 합치는 것이나 발을 벌린 채 내려서는 것, 한쪽 발 또는 두 발로 내려서는 것 등 여러 가지가 있다.
- 수브르소는 두 발로부터 두 발로의 도약의 파를 말한다. 시손는 양쪽 발에서 한쪽 발로 도약하는 파의 총칭인 것이다.
- 발로네는 공기가 든 고무공처럼 탄력적인 도약을 말하며 모든 방향으로 뛸 수 있다. 파 드샤는 고양이의 파라는 뜻으로, 고양이처럼 뛰기 때문에 이러한 명칭이 붙었다. 공중에 도약하면서 두 다리를 안으로 구부린다. 여성의 파이다.

### 파 바튀
파 바튜(pas battu)는 부딪치는 파로 공중에 도약하면서 한쪽 발을 1회, 또는 몇 회씩이나 다른 발에 부딪치거나 교차시킨다. 이러한 종류의 대표적인 파에는 가브리올, 앙트르샤, 브리제 등이 있다. 
- 가브리올은 그 가운데에서 가장 대표적인 것으로서 공중에 도약하면서 두 발을 격렬하게 부딪치는 파의 하나이다. 1회 또는 몇 회씩 부딪친다. 도약하는 방향은 전후좌우(前後左右) 어느 곳이나 있다.
- 앙트르샤는 가장 유명한 파의 하나다. 공중에서 두 발을 1회, 또는 몇 회씩 교차시키는 화려한 기법이다. 앙트르샤의 보통형(普通型)은 수직으로 도약하여, 다시금 도약지점에 내려선다. 그 변형으로는 방향을 바꿔서 도약하는 수도 있다.
- 브리제는 굴절(屈折)한다는 정도의 뜻으로 이것도 역시 공중으로 도약하며 두 발을 부딪치는 파이며, 이 경우 두 발이 굴절하는 선을 그리기 때문에 이러한 이름이 붙는다.

### 파 투르낭
파 투르낭(pas tournant)은 회전하는 파를 말한다. 그 위치에서 회전하는 경우나 돌면서 이동하는 것, 또는 도약하면서 공중에서 회전하는 것 등 그 종류는 많다. 또한 도는 횟수도 여러 가지가 있고, 도는 방향도 우회라든가 좌회가 있으며, 이러한 것을 총칭해서 파 투르낭이라고 한다. 그 주요한 파는 피루에트, 파 드 부레 앙 투르낭, 줴떼 앙 투르낭, 투르 셴네, 투르 장 레르, 랑베르세, 푸에테 앙 투르낭 등이 있다. 
- 피루엣는 회전기법(回轉技法)에서 가장 많이 쓰이는 유명한 파이다. 한쪽 발로 신체를 지탱하고 그것을 축(軸)으로 하여 그대로의 위치로 팽이처럼 회전한다. 또한 공중에 도약하면서 회전하는 경우도 있다. 파 드 부레 앙 투르낭은 파 드 부레(발끝으로 서서 조금씩 이동한다)하면서 회전하는 파를 말한다. 파 드 부레하기 때문에 여성만의 파이다.
- 줴떼 앙 투르낭은 즈테하면서 회전함을 말한다. 줴떼하는 것이 조건이므로 줴떼의 한 종류로 보기도 한다. 회전기법 가운데에서도 스케일이 크고 화려한 파이다.
- 투르 셴네는 연속적으로 회전하는 화려한 파이다. 대개는 무대를 비스듬하게 가로지르듯이 하여 한쪽 발을 축으로 삼아 가속도적으로 회전하면서 이동하는 경우에 쓰인다. 별명을 투르 드불레라고 한다. * 투르 장 레르는 공중으로 도약하면서 회전하는 파이다. 다만 투르가 복수인 것은 2회 또는 3회 회전하기 때문이며, 회전일 뿐인 경우에는 단수의 투르 앙 레르라고 한다.
- 랑베르세는 몸을 뒤쪽으로 쓰러뜨린 자세로 회전하는 파를 말한다. 복잡한 움직임으로 유명하다.
- 푸에테 앙투르낭은 흔히 생략해 푸에테라고 부르기도 한다. 본래는 별개의 것이나 한쪽 발을 축으로 하고 서서 다른 한쪽 발을 올려 크게 흔들면서 회전하는 파이다. 이것을 연속시키면서 가장 화려하게 추는 것을 그랑 푸에테 앙투르낭, 생략하여 그랑 푸에테라 한다. <백조의 호수>의 제3막에서 흑조(오딜)가 추는 32회의 그랑 푸에테 앙투르낭은 유명하다.

이상의 각 파는 각 부분의 포지션과 복잡한 구성으로 무수한 변화를 가져온다. 그리고 각 파에는 그것을 행하는 준비용으로서 프레파라시옹이라고 부르는 조그마한 움직임을 하는 경우가 흔히 있다.